# Allied Maritime Command

## Historie
Allied Maritime Command (MARCOM) blev formelt etableret d. 1. december 2012[1]. På NATO-topmødet i Lissabon i november 2010 besluttede man at omstrukturere NATO betydeligt, herunder ved at reducere antallet af kommandohovedkvarterer som led i et nyt strategisk koncept for alliancen[2]. NATO-topmødet i Lissabon var desuden det første topmøde afholdt under ledelse af Generalsekretær Anders Fogh Rasmussen, som tiltrådte i august 2009[3].
MARCOM blev således det maritime kommandohovedkvarter for NATO’s flådestyrker med sæde i Northwood, England. Forud for MARCOM havde man haft to maritime hovedkvarter, navnlig Allied Maritime Component Command Northwood (MCC Northwood) og et yderligere MCC i Napoli, Italien. Siden 2004 havde de to MCC’er delt ansvaret for NATO’s øvelser og operationer. Forud for denne konstruktion havde NATO’s maritime kapaciteter sorteret under chefen for det østatlantiske område, Commander-in-Chief, East Atlantic Area (CINCEASTLANT).

## Organisation
Allied Maritime Command (MARCOM) er den centrale kommando for alle NATO’s maritime styrker. Chefen (Commander MARCOM) er alliancens primære maritime rådgiver. Ligesom sine sideordnede kollegaer fra henholdsvis luft (AIRCOM i Rammstein, Tyskland[1]) og land (LANDCOM i Izmir, Tyrkiet[2]) refererer han til NATO’s Allied Command Operations med hovedsæde i Mons, Belgien under ledelse af NATO’s øverstkommanderende militære leder i Europa, Supreme Allied Commander Europe (SACEUR)[3].
I sin organistaion har Commander MARCOM en stab, der tager sig af planlægning, logistik, efterretning, administration, mediehåndtering, etc. Derudover er der en underordnet commander for hver af de tre operationsdomæner; luft, overflade og undervand[4]. Der arbejder sammenlagt i nærheden af 300 mennesker af både civil og militær ansættelse under MARCOM[5].
Under MARCOM sorterer også NATO Shipping Centre (NSC), der fungerer som primær kommunikations- og koordinationsorgan mellem NATO’s militære maritime styrker og den internationale shipping branche[6].

## Stående styrker
Under MARCOM er der fire stående flådestyrker fordelt på to fregatgrupper og to minerydningsgrupper. Fælles for de fire styrker er, at de er sammensat af enheder og besætninger fra medlemslandene, samt under ledelse af en multinational stab, som medlemslandene ligeledes leverer personel til. Ledelsen af en given gruppe roterer hvert år.
De stående flådegrupper er benævnt Standing NATO Maritime Group 1 (SNMG1), Standing NATO Maritime Group 2 (SNMG2), Standing NATO Mine Countermeasures Group 1 (SNMCMG1) og Standing NATO Mine Countermeasures Group 2 (SNMCMG2).

## Missioner
Operation Sea Guardian er en maritim sikkerhedsoperation under ledelse af MARCOM. Operationen har til hensigt at opbygge et billede af maritim aktivitet i Middelhavet med henblik på at afskrække og forebygge terrorisme, samt understøtte kapacitetsopbygning i området. Blandt opgaverne kan nævnes beskyttelse af kritisk infrastruktur, forebyggelse af udbredelsen af masseødelæggelsesvåben, maritim anti-terror, samt beskyttelse af den frie navigation for alle skibe i området[1].
Sea Guardian er efterfølgeren af anti-terror missionen, Active Endevour, som blev iværksat umiddelbart efter terrorangrebene i New York d. 11. september 2001. Active Endeavor er den eneste artikel 5 operation i alliancens historie[2].
Operation Ocean Shield var NATO’s anti-pirateri mission i Adenbugten og ud for Somalias kyst, som havde til hensigt at dæmme op for pirateriet i området og beskytte den civile skibstrafik fra angreb. Missionen blev iværksat i 2008, og mandatet fortsatte til 2016[3]. Operationen havde af flere omgange dansk deltagelse af fregatter, støtteskibe og Challenger-fly[4].